# Clachnacudainn Range
Clachnacudainn Range är ett berg i Kanada.   Det ligger i provinsen British Columbia, i den centrala delen av landet, 3 200 km väster om huvudstaden Ottawa. Toppen på Clachnacudainn Range är 1 914 meter över havet.
Terrängen runt Clachnacudainn Range är mycket bergig. Trakten runt Clachnacudainn Range är nära nog obefolkad, med mindre än två invånare per kvadratkilometer.. Närmaste större samhälle är Revelstoke, 13,1 km sydväst om Clachnacudainn Range.
Trakten runt Clachnacudainn Range består i huvudsak av gräsmarker.